# سپیدهای خال‌خالی
سپیدهای خال‌خالی (Euchloe) سرده ای از کاهی‌بالان هستند. آنها متعلق به طایفه Anthocharini می‌باشند. سپیدهای خال‌خالی متعلق به نیمکره شمالی زمین هستند و در اروپا، آسیای مرکزی و آمریکای شمالی پراکنده هستند.